# Шарунас Ясікявічюс
Шарунас Ясікявічюс (лит. Šarūnas Jasikevičius; нар. 5 березня 1976, Каунас, Литва) — литовський баскетболіст. Один з найкращих баскетболістів в історії європейського баскетболу.

## Біографія
Протягом десяти років проживав у США. Навчався у школі «Solanco High School».
Ясікявічус починав грати у складі команди Мерілендського університету, де вперше почав виступати на позиції розігруючого захисника.
Професійний дебют Шарунаса стався у 1998 році, коли він почав виступати за «Лєтувос Рітас» (18 очок та 5,4 підборів за гру).
Наступний сезон баскетболіст розпочав у складі «Олімпії» (Любляна). Протягом сезону Шарунас набрав 9,3 очок за гру.
Сезон 2000—2001 Ясікявічюс розпочав у складі «Барселони», де грав до 2003 року (переміг у Євролізі, став дворазовим чемпіоном Іспанії та дворазовим володарем кубка Іспанії). В середньому за «Барселону» Шарунас набирав 13,4 очок за гру.
У складі «Маккабі» баскетболіст став дворазовим чемпіоном Євроліги, дворазовим чемпіоном Ізраїлю та дворазовим володарем кубка Ізраїлю.
У 2005 році Ясікявічюс перейшов у баскетбольний клуб «Індіана Пейсерз» (НБА), у складі якого провів 112 ігор, набираючи 7,3 очок за гру.
З 2007 року баскетболіст грав у складі «Панатінаїкоса» (втретє переміг у Євролізі, став триразовим чемпіоном Греції та триразовим володарем кубка Греції).
У 2011 році Шарунас виграв у складі «Фенербахче» чемпіонат та кубок Туреччини.

## Досягнення
Олімпія:
- Кубок Словенії: 2000

Барселона:
- Євроліга (2003)
- Чемпіонат Іспанії (2001, 2003)
- Кубок Іспанії (2001, 2003, 2013)

Маккабі:
- Євроліга (2004, 2005)

Чемпіонат Ізраїлю (2004, 2005)
- Кубок Ізраїлю (2004, 2005)

Панатінаїкос:
- Євроліга (2009)
- Чемпіонат Греції (2008, 2009, 2010)
- Кубок Греції (2008, 2009, 2012)

Фенербахче:
- Чемпіонат Туреччини (2011)
- Кубок Туреччини (2011)

Жальгіріс:
- Чемпіонат Литви (2014)

Збірна Литви:
- Чемпіонат Європи (2003)
- бронзовий призер Олімпійських ігор (2000)
- бронзовий призер Чемпіонату Європи (2007)